# Шарки (Білоцерківський район)
Шарки́ — село в Рокитнянській селищній громаді Білоцерківського району Київської області України. Населення становить 704 осіб.

## Історія
"Шарки, село між селами Ромашки і Ольшаниця, від першого села в 3-х верстах, а другого 4-х верстах, при річці Гороховатці. Жителів обох статей 872. У 1790 році вважалося з селом Бакумівка 95 дворів, а жителів обох статей в Шарках 557, а в Бакумівці 308. Землі в маєтку 3078 десятин. У минулому столітті село належало до Рокитнянського ключу; в 1793 році належало Боровицькому, від спадкоємців якого купив генерал Карпов. Парафіяльна церква в ім'я Царя Костянтина і Олени дерев'яна, побудована власником села в 1845 році на місці колишньої застарілої. По штатах відноситься до 5-го класу. Церква була побудована «на новий фундуш» в 1766 році. Першим священиком при ній був Симеон Підставський"
Колишнє власницьке село при річці Горохуватка, 1335 осіб, 182 дворів, православна церква, школа, 3 постоялих будинки, 2 лавки (Ольшаницька волость).

## Постаті
- Лісовол Дмитро Олександрович (1987—2019) — старший солдат Збройних сил України, учасник російсько-української війни.